# El padre de la novia (película de 1991)
El padre de la novia es una película del año 1991, dirigida por Charles Shyer y protagonizada por Steve Martin. Es una nueva versión de la película de 1950.

## Argumento
George Banks, un hombre maduro, pero de espíritu joven, no acaba de aceptar que su hija de 22 años, para él todavía una niña, se vaya a casar. Aunque todos creen que el novio es un chico estupendo, precisamente esto lo convierte en enemigo de su futuro suegro, que tiene miedo a perder a su hija para siempre. A eso habría que añadir el disparatado coste de la boda.

## Reparto
- Steve Martin: George Stanley Banks
- Diane Keaton: Nina Banks
- Kimberly Williams-Paisley: Annie Banks
- George Newbern: Bryan MacKenzie
- Kieran Culkin: Matty Banks
- Martin Short: Franck Eggelhoffer
- Peter Michael Goetz: John MacKenzie
- BD Wong: Howard Weinstein